# Johann Georg Heine

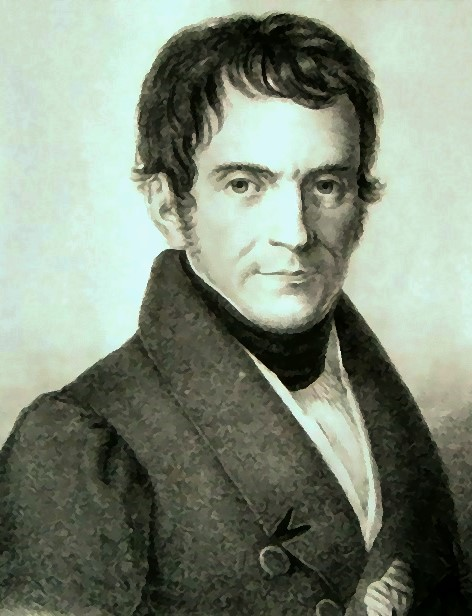
Johann Georg Heine, Lithographie nach einem Gemälde von Carl Mattenheimer, um 1826/27

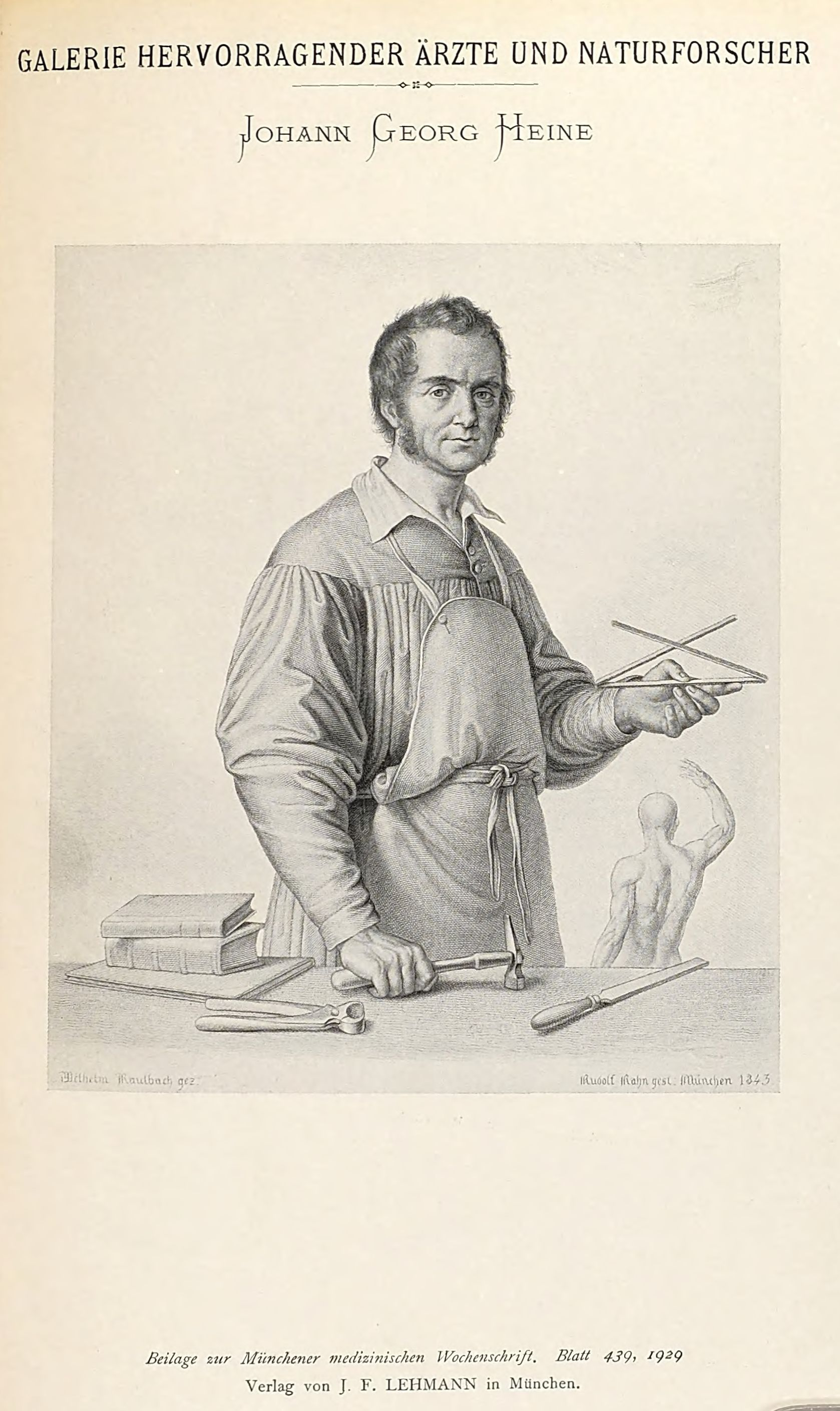
Johann Georg Heine – Beilage zur Münchener Medizinischen Wochenschrift 76.1929, Band 2, zu S. 2075 – Scan aus dem Exemplar der University of California (= Galerie hervorragender Ärzte und Naturforscher), Blatt 439 (1929), gezeichnet von Wilhelm von Kaulbach

Johann Georg Heine (* 3. April 1771 in Lauterbach, Schwarzwald; † 7. September 1838 in Scheveningen bei Den Haag) war ein deutscher Messerschmied, Instrumentenmacher und Orthopädiemechaniker am Würzburger Juliusspital. Er war der Begründer der privaten orthopädischen Heilanstalt Carolinum und gilt als Begründer der Orthopädie in Deutschland.

## Vom Messerschmied zum Orthopädiemechaniker
Heine wurde laut Taufbucheintrag 1771 (weniger wahrscheinlich ist der 23. April 1770) in Lauterbach im Schwarzwald als Sohn des Küsters und Bierbrauers Joseph Heine geboren. Er erlernte in Überlingen das Handwerk eines Messerschmieds und ging ab 1788 auf Wanderschaft, die ihn zu chirurgischen Instrumentenmachern nach Esslingen am Neckar, Mannheim und Straßburg, wo er bei Operationen und Sektionen zusehen konnte, führte. Schließlich verließ er Süddeutschland, war in Mainz, Düsseldorf, wo ihm der Siebold-Schüler Johann Peter Weidmann sein modernes Instrumentarium zeigte, sowie, mit Zutritt zu anatomischen Instituten und Kliniken, in Bonn und Göttingen und hielt sich von 1794 bis 1798 in Berlin auf, wo er Barthel von Siebold, den Sohn des Würzburger Chirurgen Carl Caspar von Siebold, kennenlernte. Im Mai 1798 siedelte Heine nach Würzburg und gründete dort eine Instrumentenmacher-Werkstätte und auf Veranlassung Karl Kaspar von Siebolds eine Anstellung als Instrumentenmacher am dortigen Juliusspital und Nachfolger der Instrumentenmacher Franz Christoph Bixe († 1785) aus Gotha und Andreas Metz († 1792) aus Kissingen. Im Oktober 1798 eröffnete er in der Strohgasse (heute Heinestraße) seine Werkstatt von „chirurgischen Instrumenten und Bandagen“, in der Prothesen, Streckbetten (etwa das Extensionbett zur Behandlung bei Oberschenkelbrüchen), Rollstühle und weitere orthopädische Hilfsmittel hergestellt und zum Vertrieb angeboten wurden. Auch stellte er Bruchbänder her, die teilweise mit elastischen Federn versehen waren. Drei Jahre später heiratete er die Würzburgerin Anna Förtsch. Hierdurch erwarb er die Bürgerrechte und konnte 1802, gefördert auch durch die Familie Siebold, die Meisterwürde erhalten. Mit Anna hatte er zwei Kinder, Anna (1801–1884), die ihren Cousin Bernhard Heine heiratete, und Joseph (1803–1877), der später Arzt in der Pfalz wurde.

## Eigene Werkstatt und eigenes Institut
Im Jahr 1803 erhielt Heine die Bestallung zum Universitäts-Instrumentenmacher der Würzburger Universität am Juliusspital und wurde von den Siebolds auch zum Universitätsbandagisten ausgebildet. Er schuf zudem Modelle zur Veranschaulichung orthopädischer Erkrankungen und deren Therapie. Damit hatte der Instrumentenmacher Heine das neue Berufsbild des Orthopädiemechanikers geschaffen. 1807 veröffentlichte Heine ein Systematisches Verzeichnis chirurgischer Instrumente, Bandagen und Maschinen als Katalog für die Ärzteschaft. Seine weiteren Veröffentlichungen fanden rasch Anerkennung in der medizinischen Fachwelt. Einen von Carl Ferdinand von Graefe, der Heine in Würzburg besucht hatte, angeregten Ruf nach Berlin lehnte Heine ab; er blieb in Würzburg und erhielt aus der Hand des bayerischen Kronprinzen die „Goldene Zivil-Verdienst-Medaille“. Johann Wolfgang von Goethe kannte die Veröffentlichungen Heines und nahm sie in seine Bibliothek auf. Er lernte den „Operateur Heine“ an der Tafel des Großherzogs Karl August kennen und war von ihm so angetan, dass er ihn in sein Haus am Weimarer Frauenplan einlud. Goethe soll sich als greiser Geheimrat zudem für die Verleihung der Ehrendoktorwürde an Heine eingesetzt haben.
Im Jahr 1816 eröffnete Johann Georg Heine im ehemaligen Benediktinerkloster St. Stephan die erste orthopädische Heilanstalt auf deutschem Boden, die 1822 nach der bayerischen Königin-Witwe Karoline Carolinum benannt und später unter dem Namen Karolinen-Institut weithin bekannt wurde. Bereits zuvor wurde Heine von dem Chirurgen Georg Anton Markard (1775–1816), dem Nachfolger von Johann Bartholomäus von Siebold, unterstützt, unter anderem durch Überlassung von Patienten seiner Klinik für orthopädische Behandlungsversuche.

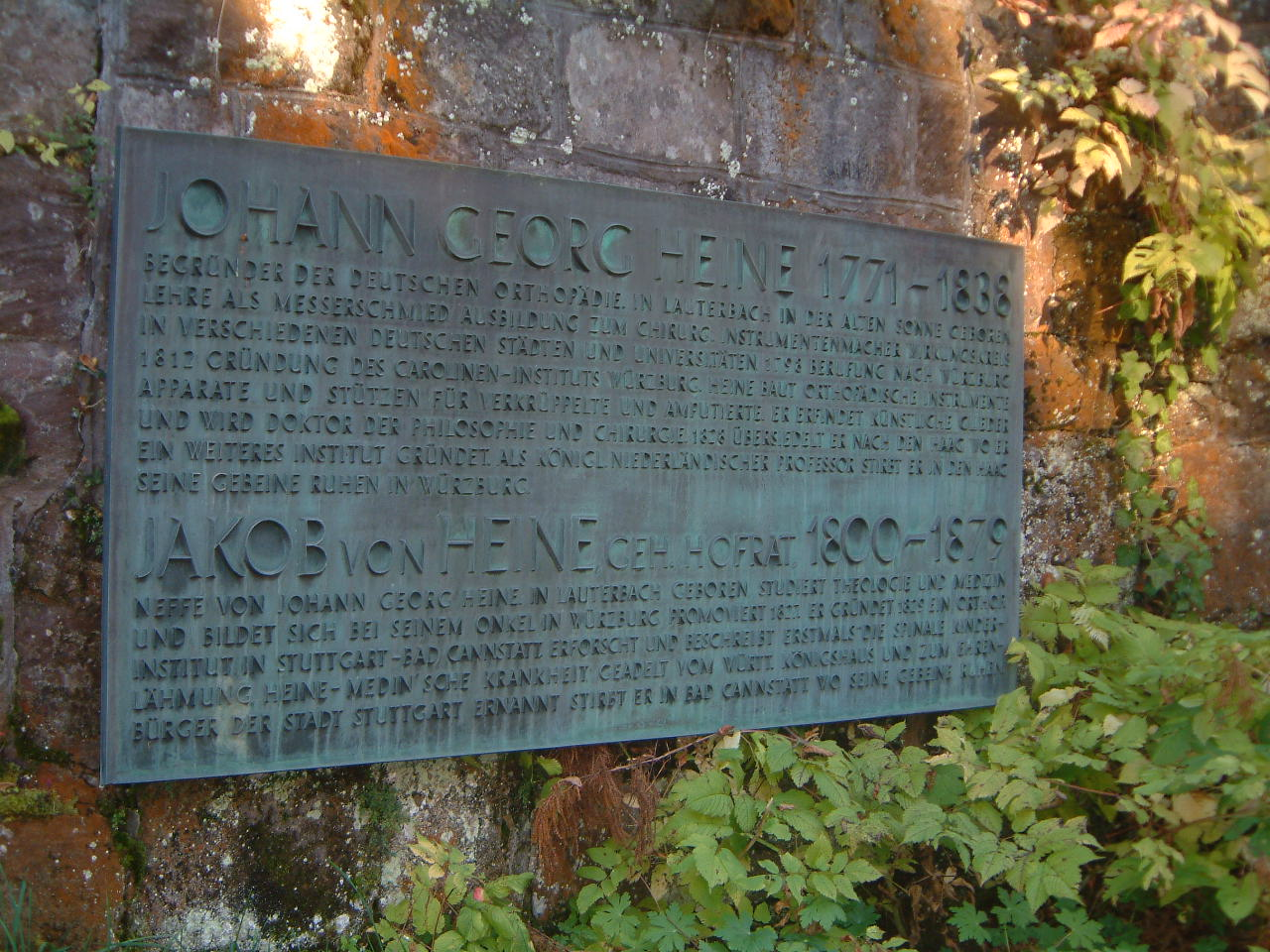
Gedenktafel für Heine in seinem Geburtsort Lauterbach

Für seine Verdienste um die akademische Anerkennung des neuen Faches wurde Heine im April 1824 vom bayerischen König zum Assessor der Medizinischen Fakultät in Würzburg ernannt und erhielt, wenn auch keine Professur, so mit dem Titel eines „Demonstrators der orthopädischen Maschinenkunde mit dem Prädicat eines Assessors“ und Erlaubnis des Tragens der Professorenuniform doch einen Lehrauftrag auf dem Gebiet der Orthopädie. Eine in Würzburg bereits angestrebte, aber ihm dort versagt gebliebene Ehrendoktorwürde wurde ihm am 6. April 1824 durch die Universität Jena zuteil.
Im März/April 1827 behandelte er den 14-jährigen Carl Joseph Brentano (1813–1850), einen Sohn von Beethovens Freundin Antonie Brentano, der geistig und körperlich behindert war und an Epilepsie litt. Ein laut Beischrift „in der orthoped. Anstalt zu Würzburg“ entstandenes Porträt des Knaben, das sich heute im Brentano-Haus in Oestrich-Winkel befindet, zeigt ihn in einem speziellen Rollstuhl, der offenbar von Heine konstruiert wurde.
Als Heine seine fachlichen Grenzen nach Meinung der Würzburger Ärzteschaft überschritt und etwa vorschlug, auch bei neurologischen, kinderheilkundlichen und internistischen Erkrankungen orthopädische Methoden anzuwenden, kam es zum Konflikt mit der Ärzteschaft und die jahrzehntelange gute Zusammenarbeit war beendet.
Im Jahr 1828 übergab Heine das Institut Carolinum an seinen Neffen Bernhard Heine (Instrumentenmacher). Er siedelte 1829 nach Holland über. Er erwarb in Brüssel und Den Haag Häuser für die Errichtung von Instituten. Zwischen Den Haag und Scheveningen errichtete er eine Seebadeanstalt. Heine erkannte den Wert des medizinischen Bades – neben die Orthopädie setzte er die Balneologie.
Als er versuchte, die Cholera mit Senfmehlbädern zu heilen, geriet er erneut in Konflikt mit der lokalen Ärzteschaft. Auch die holländischen Ärzte schickten ihm keine Patienten mehr.

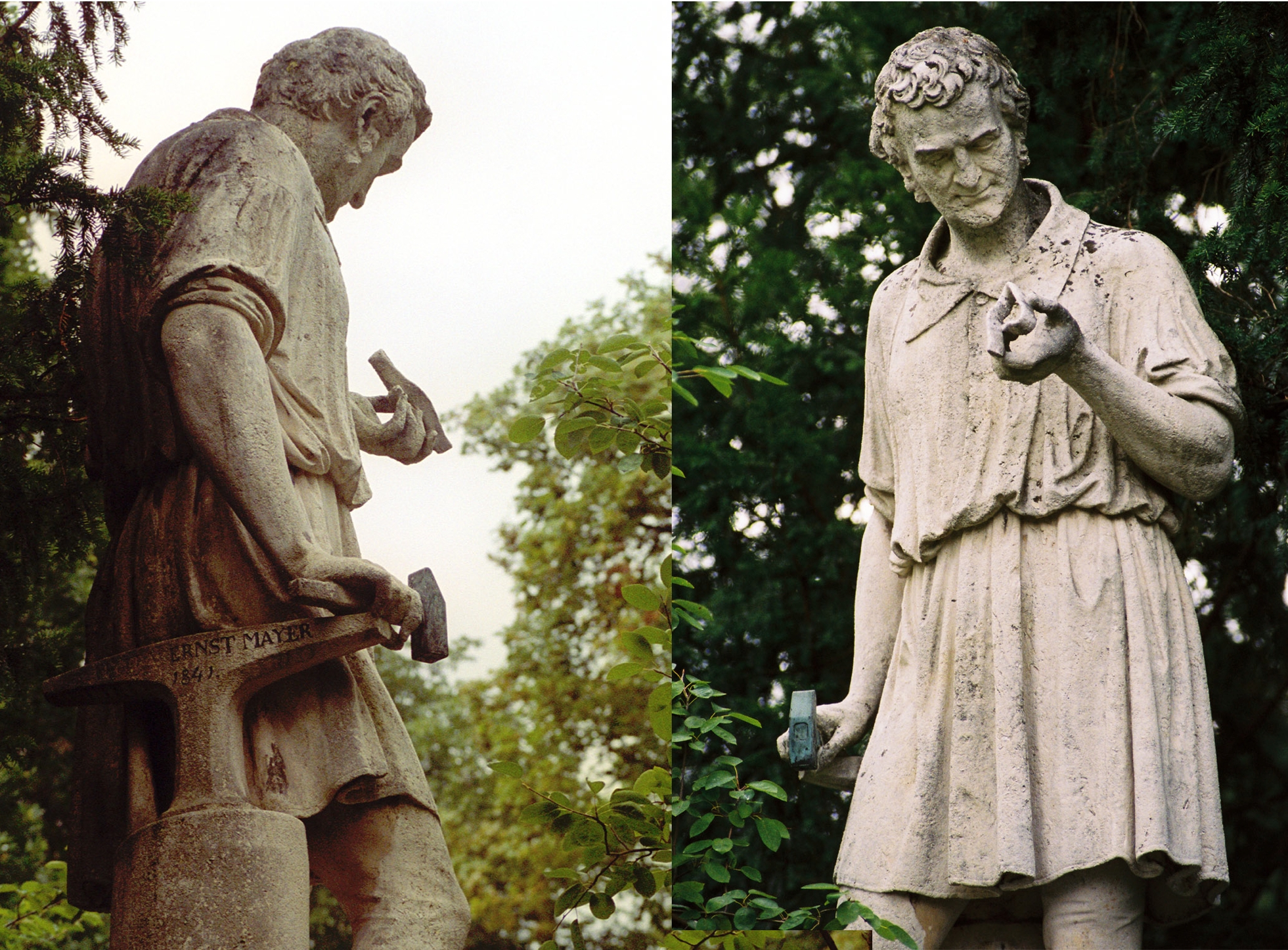
Grabdenkmal Johann Georg Heines in Würzburg (von Ernst Mayer, 1841)

Aus Bayern erreichte Heine die Nachricht, dass ihm die Ausübung der Orthopädie verboten sei. Er erkrankte an der Brustwassersucht und starb nahezu unbekannt am 7. September 1838 im Den Haager Stadtbezirk Scheveningen. Er wurde auf dem Friedhof von Peter und Paul in Würzburg begraben. Dort wurde ihm 1841 von Ernst Mayer ein großes Grabdenkmal errichtet, das den Orthopäden bei seiner Arbeit zeigt und 1904 auf den Platz vor der Aussegnungshalle des Würzburger Hauptfriedhofs umgesetzt wurde. In seiner Heimatgemeinde Lauterbach gibt es eine Gedenktafel, die 1971 an der Kirchenmauer angebracht wurde. In Lauterbach gibt es auch eine Heinestraße.

## Veröffentlichungen (Auswahl)
- Systematisches Verzeichniß chirurgischer Instrumente, Bandagen und Maschinen […]. Stahel, Würzburg 1807.
- Neues Verzeichniß Chirurgischer Instrumente, Bandagen und Maschinen. Stahel, Würzburg 1811.
- Nachricht vom gegenwärtigen Stande des orthopädischen Instituts in Würzburg. Würzburg 1821.
- Gallerie von Heines Erfindungen. Würzburg 1823.
- Lehr-System der Orthopädie. Erster Theil. Würzburg 1826.
- Verzeichnis des systematischen Bestandes des Modellen-Kabinettes im Carolinen-Institut zu Würzburg oder Systematische Darstellung aller orthopädischen Krankheitsformen an besonderen Kunstfiguren mit den entsprechenden Heilungsapparaten […]. Stahel, Würzburg 1827.
- J. G. Heine […] nach seinen früheren Lebensverhältnissen und seiner Bildung in der chirurgischen Mechanik sowohl als in den physischen und medizinischen Wissenschaften zum orthopädischen Heilkünstler, von ihm selbst geschildert. Stahel, Würzburg 1827 (Digitalisat)
- Historischer Bericht über die Verhältnisse der ersten orthopädischen Mutteranstalt zu Würzburg. ohne Ort 1835.
- Allgemeine historische, scientivische und biographische Darstellung über die politischen Verhältnisse des Erfiners des neuen orthopädischen Heilsystems. Bonn 1835.
- Abhandlung über angeborene Klumpfußformen. Bonn 1836.